# Phyllanthus megacarpus
Phyllanthus megacarpus là một loài thực vật có hoa trong họ Diệp hạ châu. Loài này được (Gamble) Kumari & Chandrab. miêu tả khoa học đầu tiên năm 1987.